# Snowdonska gorska železnica
Snowdonska gorska železnica (SMR; valižansko Rheilffordd yr Wyddfa) je ozkotirna gorska železnica v Gwyneddu v severozahodnem Walesu. Je turistična železnica, dolga 7,6 km od Llanberisa do vrha Snowdona, najvišjega vrha v Walesu.
Je edina javna ozkotirna železnica v Združenem kraljestvu in po več kot 100 letih delovanja še vedno priljubljena turistična zanimivost. Proga je v lasti in upravljanju Heritage Great Britain plc, upravljavca še nekaterih drugih turističnih znamenitosti v Združenem kraljestvu.
Železnica deluje v najtežjih vremenskih razmerah v Veliki Britaniji in omogoča doseči vrh tudi v slabem vremenu, ostane pa zaprta pozimi od novembra do sredine marca. Vlak z enim vagonom se dvigne na goro s parno ali dizelsko lokomotivo.
Bila je navdih za izmišljeno Culdee Fell Railway v knjigi Mountain Engines, del serije The Railway, ki jo je napisal Wilbert Awdry.

## Zgodovina
Leta 1869 so nastali prvi predlogi za gradnjo železnice na Snowdon, najvišjo goro v Walesu, potem ko je Llanberis dobil povezavo z britanskim železniškim omrežjem. Vendar pa lastnik zemljišča tega ni dovolil, ker se je bal, da bo vlak uničil pokrajino. Po nekaj letih so prebivalci vasi Rhyd Ddu in Llanberis, ki so se bali padca turističnega prihodka, izdelali načrt za gradnjo železnice na Snowdon. Ustanovljena je bila družba Snowdon Mountain Tramway and Hotel za gradnjo današnje proge in glas lastnika zemljišča je bil utišan.
Decembra 1894 se je začela gradnja proge in po le nekaj več kot enem letu je januarja 1896 prvi vlak dosegel gorsko postajo. Po nekaj manjših preostalih delih je železnica začela obratovati na veliko noč leta 1896. Ob odprtju 4. aprila 1896 je bila prva resna nesreča, ko se je snela lokomotiva in iztirila ob progi. Posadka se je s skokom iz lokomotive rešila, med potniki je bila samo ena smrtna žrtev zaradi neprevidnosti, saj se je vagon zaradi avtomatskih zavor ustavil na progi. Iz nepojasnjenih okoliščin je na kraj nesreče pripeljal še drugi vlak, zaradi česar pa ni bilo večje škode. Po nekaj spremembah, poskrbeli so za dodatne varnostne ukrepe, je bila proga ponovno odprta 9. aprila 1897 in od takrat do danes, razen med drugo svetovno vojno, še vedno obratuje. Leta 1962 se je proga Caernarfon–Llanberis, ki je bila spodbujena z gradnjo Snowdonske gorske železnice, že razvila v samostojno turistično zanimivost.

## Opis
Na dolžini približno 7,5 km premaga višinsko razliko približno 1000 m od spodnje postaje v Llanberisu (108 m) do tik pod vrhom Snowdona (1085 m). Proga je enotirna in ima skupno šest postajališč. Razen končne postaje je na tretji in četrti postaji tir za srečevanje, zato so vlaki razporejeni tako, da je časovna razlika med njimi 15 minut. Zato lahko vozi največ 30 minut, vendar bi morali prepeljati več ljudi z dvema kompozicijama na razmeroma kratki razdalji.
Na spodnji, začetni postaji Llanberis sta uprava in podjetje, ki skrbi za obratovanje. Po krajšem sorazmerno ravnem odseku se začne strmo pobočje, zaradi česar je bila železnica zgrajena kot zobata železnica z naklonom 16,7 % (1 : 6). Naslednji dve postaji (Hebron na nadmorski višini 326 m, postaja na pol poti na 500 m) nimata osebja, zato se tam ne vstopa ali izstopa. Četrta postaja je Rocky Valley in je končna postaja, ko vlak zaradi slabih vremenskih razmer ne more peljati do gorske postaje. Zato je tukaj ploščad in ne le proga za srečevanje kot na drugih postajah.
Sledi dolg odsek, v katerem se strmina še naprej povečuje, do naslednje postaje Clogwyn (779 m), ki leži na sorazmerno ozkem grebenu. Tukaj izstopanje ni dovoljeno. Če so na voljo prosta mesta, je treba vstopiti med vožnjo vlaka. Na koncu je gorska postaja (Summit Station, 1065 m). Od tam vodi pot do 20 m višjega vrha Snowdon.

## Vozni park
Železnica je bila odprta leta 1896. Od tedaj do danes je še vedno v uporabi parna lokomotiva z ujemajočim vagonom. Breme prometa danes nosijo štiri dizelske lokomotive s štirimi 74-sedežnimi vagoni. Tri dizelske kompozicije iz leta 1995 lahko delujejo kot dvo- ali tridelne enote. Nekaj vagonov ne uporabljajo več zaradi manjše zanesljivosti. 
Kompozicija je običajno sestavljena iz lokomotive in vagona, ki ga ta potiska navzgor. Vsako jutro pelje delovna kompozicija, ki usposobi celotno pot, pa tudi zagotavlja oskrbo na zgornji postaji.